# Mieczkówka
Mieczkówka (deutsch Mitschkowken, 1938 bis 1945 Herbsthausen B) ist ein Dorf in der polnischen Woiwodschaft Ermland-Masuren, das zur Landgemeinde Banie Mazurskie (Benkheim) im Powiat Gołdapski (Kreis Goldap) gehört.

## Geographische Lage
Mieczkówka liegt im Nordosten der Woiwodschaft Ermland-Masuren, 19 Kilometer südwestlich der Kreisstadt Gołdap (Goldap) bzw. 24 Kilometer östlich der einstigen Kreishauptstadt Angerburg (polnisch Węgorzewo).

## Geschichte
Mitschkowken wurde im Jahr 1612 gegründet und bestand vor 1945 aus mehreren kleinen Höfen und Gehöften. Im Jahr 1874 wurde das Dorf in den neu errichteten Amtsbezirk Lissen eingegliedert, der bis 1945 bestand und zum Kreis Angerburg im Regierungsbezirk Gumbinnen der preußischen Provinz Ostpreußen gehörte.
Im Jahr 1867 waren in Mitschkowken 96 Einwohner registriert, deren Zahl sich bis 1885 auf 91, bis 1905 gleichbleibend und bis 1910 auf 88 veränderte. 
Am 1. April 1938 erfolgte der Zusammenschluss der drei Nachbargemeinden Sawadden (polnisch Zawady), Budzisken (Budziska) und Mitschkowken zur neuen Gemeinde „Herbsthausen“, wobei die drei Orte gerne einen Kennbuchstaben zum Gemeindenamen hinzufügten: Herbsthausen „A“ für Sawadden, Herbsthausen „B“ für Mitschkowken und Herbsthausen „C“ für Budzisken.
1945 kam Herbsthausen in Kriegsfolge mit dem südlichen Ostpreußen zu Polen, und die Orte erhielten wieder individuelle, jetzt: polnische Ortsbezeichnungen: Zawady, Mieczkówka und Budziska. Zawady wurde Sitz eines Schulzenamtes (polnisch Sołectwo), in das Mieczkówka und Budziska miteingeschlossen sind. Alle drei Orte sind Teil der Landgemeinde Banie Mazurskie im Powiat Gołdapski, vor 1998 zur Woiwodschaft Suwałki, seither zur Woiwodschaft Ermland-Masuren zugehörig.

## Religionen
Die evangelischen Einwohner Mitschkowkens resp. Herbsthausens waren bis 1945 in das Kirchspiel der Kirche in Benkheim (polnisch Banie Mazurskie) im Kirchenkreis Angerburg in der Kirchenprovinz Ostpreußen der Kirche der Altpreußischen Union eingepfarrt, während die katholischen Kirchenglieder zur Pfarrkirche in Angerburg im Bistum Ermland gehörten. 
Heute ist die Kirche in Banie Mazurskie die zuständige katholische Pfarrkirche und gehört zum Dekanat Gołdap im Bistum Ełk (Lyck) der Römisch-katholischen Kirche in Polen, während die evangelischen Kirchenglieder zur Kirche in Gołdap, einer Filialkirche von Suwałki in der Diözese Masuren der Evangelisch-Augsburgischen Kirche in Polen, gehören.

## Verkehr
Mieczkówka liegt an einer Nebenstraße, die bei Banie Mazurskie (Benkheim) von der polnischen Woiwodschaftsstraße 650 (ehemalige deutsche Reichsstraße 136) abzweigt und über Lisy (Lissen) nach Budziska (Budzisken) bis in den Borkener Forst (auch: Borker Heide, polnisch Puszcza Borecka) führt. 